# Mørkrygget tandvagtel
Mørkrygget tandvagtel (latin: Odontophorus melanonotus) er en topvagtelart, som findes i Ecuador til det sydvestlige Colombia. Den bliver 24-27 cm. Hannerne vejer 226 gram, og hunnerne 220 gram. Man antager, at der findes mellem 10.000 til 20.000 mørkryggede tandvagtler. 